# Justizorganisation (Südafrika)
Die Justizorganisation Südafrikas differenziert zwischen einer Verfassungsgerichtsbarkeit und einer ordentlichen Gerichtsbarkeit. Neben den Gerichten besteht eine Staatsanwaltschaft als Anklagebehörde.

Gerichtsorganisation in Südafrika (Stand 2018)

Das Verfassungsgericht der Republik Südafrika in Johannesburg ist für die Auslegung der Verfassung zuständig. Den Vorsitz führt der Chief Justice. Der Supreme Court of Appeal of South Africa mit Sitz in Bloemfontein ist für alle anderen Rechtsfragen das oberste Gericht.
An der Spitze der ordentlichen Gerichtsbarkeit steht hingegen der Supreme Court of Appeal of South Africa. Ihm unterstehen die 14 Divisions des High Court, die im Wesentlichen für die jeweilige Provinz zuständig sind, etwa die Gauteng Division of the High Court of South Africa. Abweichungen ergeben sich aus der Geschichte bis 1994, als die Provinz Transvaal sich auf mehrere heutige Provinzen erstreckte, von denen Limpopo erst in den 2010er Jahren eine eigene Division erhielt und der Osten der Provinz Nordwest und Mpumalanga bis heute keine eigenen Divisions haben. Dagegen existieren bis heute in Mthatha, Mahikeng und Thohoyandou Divisions, die ihre Wurzeln in den Supreme Courts der damaligen Homelands haben. Auch die Division der Provinz Ostkap hat ihren Sitz in Bhisho im ehemaligen Homeland Ciskei. Die Rechtsprechung der Divisions erstreckt sich auf das Strafrecht und das Zivilrecht.
Darunter gibt es die Regional Courts und auf Distriktebene die Magistrate’s Courts. Die Richter der rund 350 Magistrate’s Courts können in Strafverfahren bis zu drei Jahre Haft verhängen. Sie dürfen keine Fälle von Landesverrat, Mord, Terrorismus, Sabotage und Vergewaltigung verhandeln. Geldstrafen dürfen maximal 100.000 Rand betragen, im Zivilrecht ist der höchstmögliche Streitwert 200.000 Rand. Die Regional Courts können alle Verbrechen außer Hochverrat verhandeln. Die Höchststrafe sind 20 Jahre Haft oder 300.000 Rand Geldstrafe. Zivilverfahren werden bis zu 400.000 Rand durchgeführt, der Streitwert bei Ehescheidungen ist unbegrenzt.
An den Small Claims Courts werden Streitwerte bis 15.000 Rand verhandelt. Traditionelle Gerichtsverfahren  werden lokal von Chiefs und Headmen im Gewohnheitsrecht durchgeführt.
Daneben gibt es spezielle Gerichte wie den Labour Court mit dem Labour Appeal Court (Arbeitsgericht mit Berufungsinstanz), den Land Claims Court (Gericht für Grundeigentumsfragen), den Electoral Court (Wahlgericht) und den Income Tax Court (Steuergericht). Innerhalb der South African National Defence Force gibt es eine eigene Gerichtsbarkeit.
Die Staatsanwaltschaft wird von der National Prosecuting Authority geleitet. Die nationale Zuständigkeit für die Gerichte hat das Department of Justice and Constitutional Development mit Sitz in Pretoria, an dessen Spitze der Minister of Justice and Correctional Services steht.